# Diócesis de Telšiai
La diócesis de Telšiai (en latín: Dioecesis Telsensis y en lituano: Telšių vyskupija) es una circunscripción eclesiástica de la Iglesia católica en Lituania. Se trata de una diócesis latina, sufragánea de la arquidiócesis de Kaunas. Desde el 1 de junio de 2020 su obispo es Algirdas Jurevičius. Desde el 24 de diciembre de 1991 los obispos de Telšiai llevan el título de prelados de Klaipėda.

## Territorio y organización

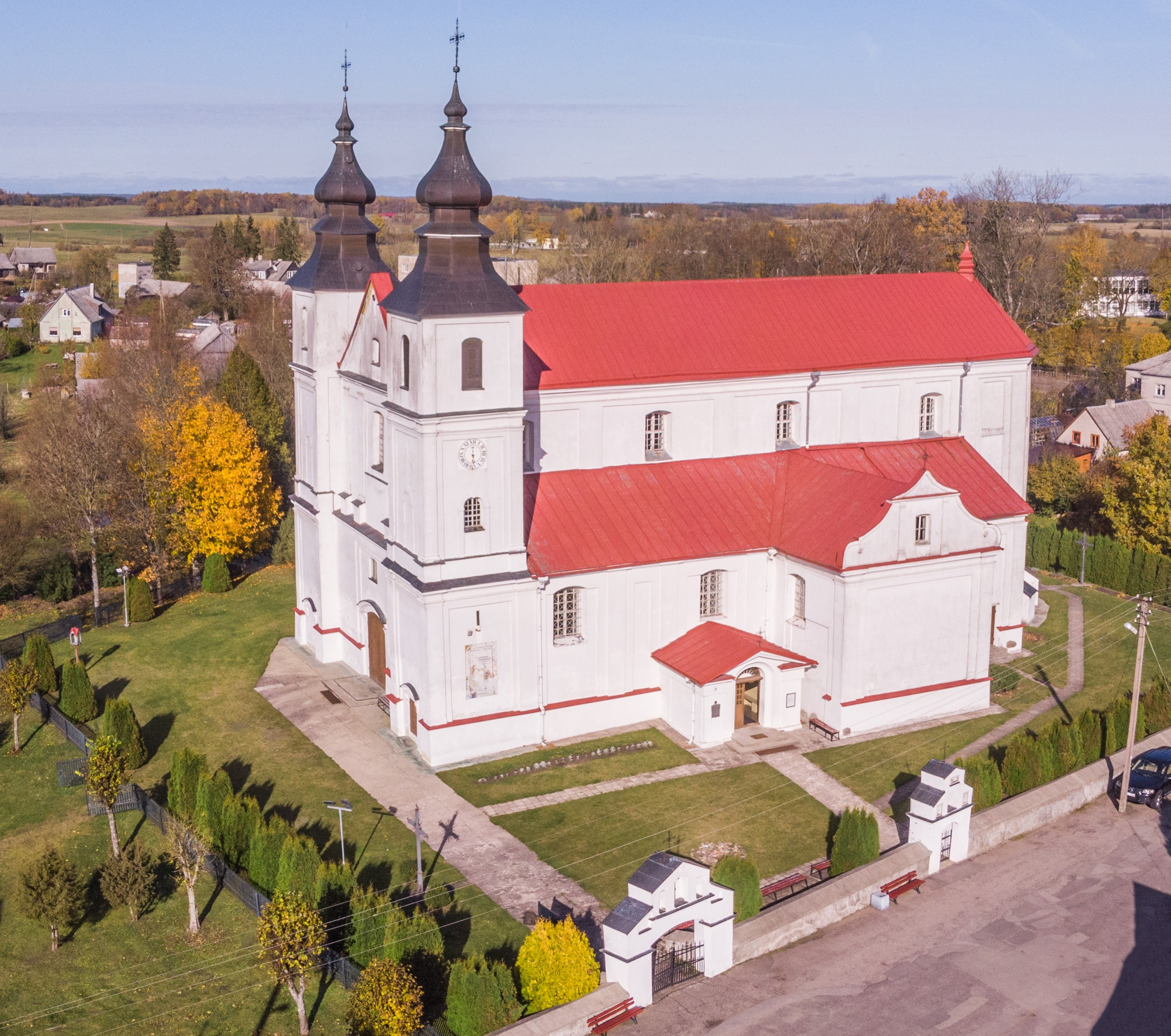
Iglesia de San Pedro y San Pablo, en Varniai, excatedral de la diócesis de Samogitia

La diócesis tiene 13 373 km² y extiende su jurisdicción sobre los fieles católicos de rito latino residentes en las provincias de Telšiai y Klaipėda y parte de las de Šiauliai y Tauragė.

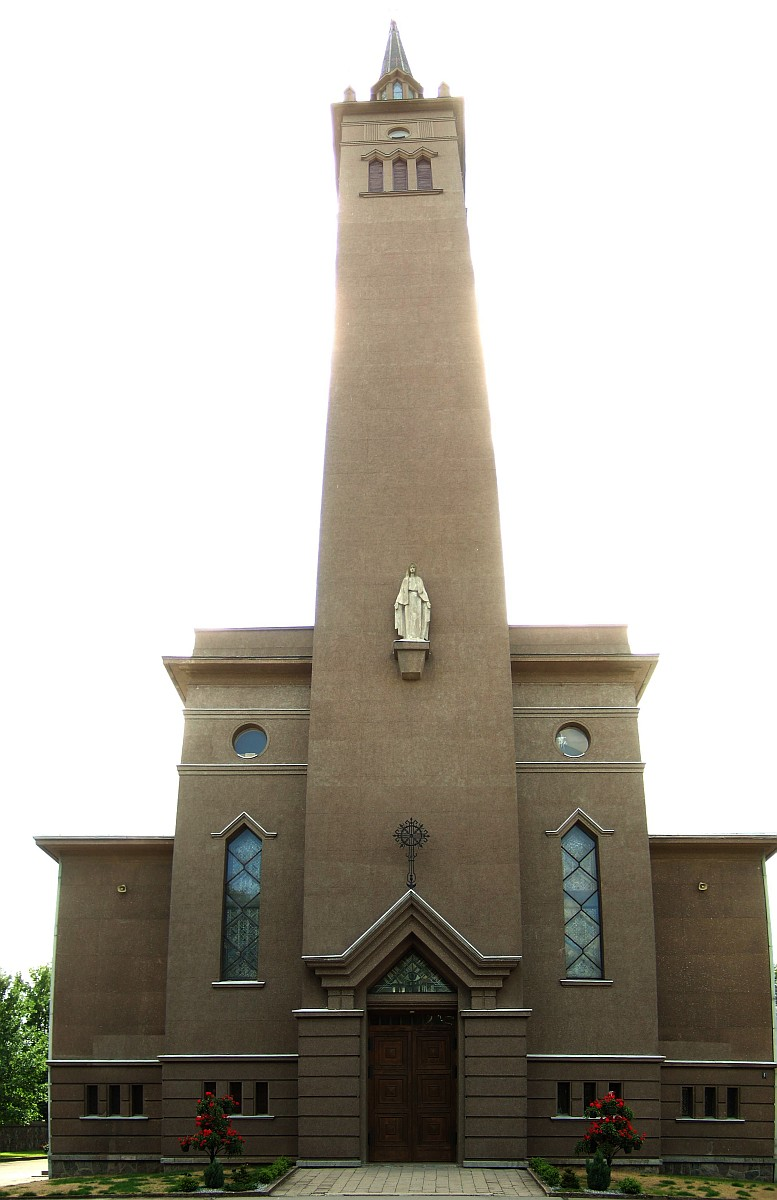
Iglesia de Nuestra Señora Reina de la Paz, en Klaipėda, excatedral de la prelatura territorial de Klaipėda

La sede de la diócesis se encuentra en la ciudad de Telšiai, en donde se halla la Catedral de San Antonio de Padua. En el territorio diocesano hay dos antiguas catedrales: la iglesia de San Pedro y San Pablo, en Varniai, primera catedral de la diócesis de Samogitia; y la iglesia de Nuestra Señora Reina de la Paz, en Klaipėda, sede de la prelatura territorial de Klaipėda.

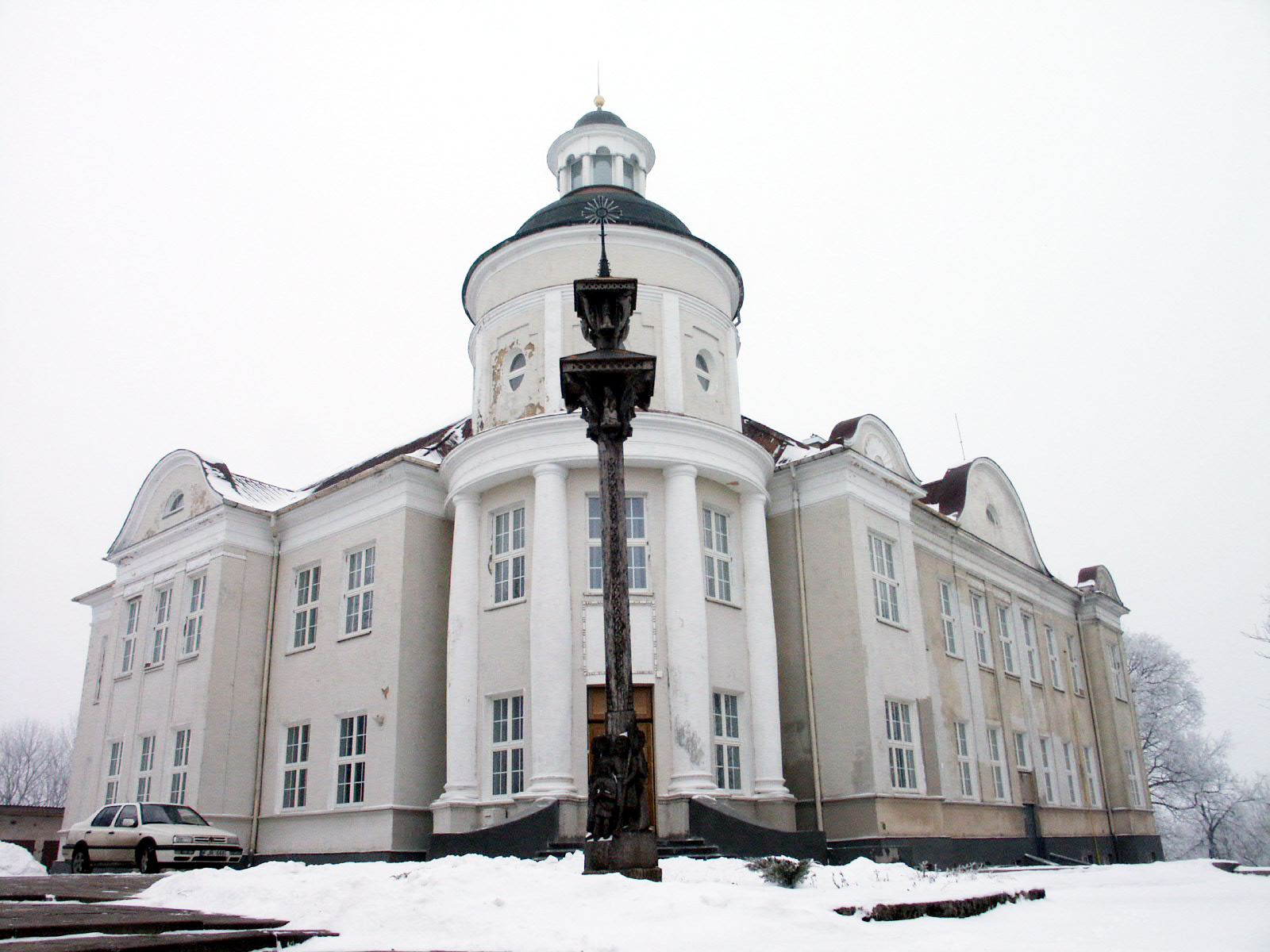
Curia episcopal de Telšiai

En 2022 en la diócesis existían 153 parroquias agrupadas en 10 decanatos: Klaipėda, Kuršėnai, Mažeikiai, Palanga, Plungė, Skuodas, Šilalė, Šilutė, Tauragė y Telšiai.

## Historia
La diócesis fue erigida el 4 de abril de 1926 mediante la bula Lituanorum gente del papa Pío XI tomando su territorio de la diócesis de Samogitia, que al mismo tiempo pasó a ser la arquidiócesis de Kaunas. Los límites administrativos de la Iglesia católica en los Estados bálticos se ajustaron a los límites políticos.
Después de la ocupación soviética de 1941, la Iglesia católica lituana fue sometida a una gran devastación. Vincentas Borisevičius, obispo de Telšiai, fue fusilado entre noviembre de 1946 y enero de 1947, después de un año en prisión. A su auxiliar, Pranciškus Ramanauskas, obispo titular de Carpasia, arrestado en diciembre de 1946, solo se le permitió regresar a su casa después de diez años de trabajos forzados en Siberia, y murió en 1959.
El 24 de diciembre de 1991 la prelatura territorial de Klaipėda, que siempre había sido administrada por los obispos de Telšiai, con la excepción del período de la Segunda Guerra Mundial (1939-1947), fue suprimida y su territorio se agregó al de la diócesis de Telšiai. La prelatura territorial había sido erigida en 1926 con cuatro parroquias de la diócesis de Varmia en el Territorio de Memel.
El 28 de mayo de 1997 cedió una parte de su territorio para la erección de la diócesis de Šiauliai.

## Estadísticas
Según el Anuario Pontificio 2023 la diócesis tenía a fines de 2022 un total de 345 383 fieles bautizados.
| Año                                                                             | Población            | Población | Población      | Sacerdotes | Sacerdotes    | Sacerdotes    | Bautizados por sacerdote | Diáconos permanentes | Religiosos | Religiosos | Parroquias |
| Año                                                                             | Bautizados católicos | Total     | % de católicos | Total      | Clero secular | Clero regular | Bautizados por sacerdote | Diáconos permanentes | Varones    | Mujeres    | Parroquias |
| ------------------------------------------------------------------------------- | -------------------- | --------- | -------------- | ---------- | ------------- | ------------- | ------------------------ | -------------------- | ---------- | ---------- | ---------- |
| 1950                                                                            | 385 872              | 401 306   | 96.2           |            |               |               |                          |                      |            |            | 135        |
| 1970                                                                            | ?                    | ?         | ?              | 150        | 150           |               | ?                        |                      |            |            | 131        |
| 1980                                                                            | 400 000              | ?         | ?              | 130        | 130           |               | 3076                     |                      |            |            | 131        |
| 1990                                                                            | 400 000              | ?         | ?              | 112        | 112           |               | 3571                     |                      |            |            | 134        |
| 1999                                                                            | 600 000              | 731 044   | 82.1           | 144        | 127           | 17            | 4166                     |                      | 29         | 65         | 142        |
| 2000                                                                            | 600 000              | 730 000   | 82.2           | 142        | 125           | 17            | 4225                     |                      | 40         | 60         | 142        |
| 2001                                                                            | 600 000              | 730 000   | 82.2           | 135        | 124           | 11            | 4444                     |                      | 17         | 31         | 142        |
| 2002                                                                            | 600 000              | 730 000   | 82.2           | 139        | 126           | 13            | 4316                     |                      | 17         | 30         | 142        |
| 2003                                                                            | 533 689              | 684 466   | 78.0           | 137        | 128           | 9             | 3895                     |                      | 14         | 50         | 143        |
| 2004                                                                            | 541 765              | 696 806   | 77.7           | 134        | 128           | 6             | 4043                     |                      | 17         | 63         | 143        |
| 2010                                                                            | 581 000              | 725 900   | 80.0           | 157        | 144           | 13            | 3700                     |                      | 13         | 39         | 148        |
| 2014                                                                            | 564 000              | 705 000   | 80.0           | 164        | 148           | 16            | 3439                     |                      | 18         | 32         | 79         |
| 2017                                                                            | 555 000              | 693 000   | 80.1           | 155        | 140           | 15            | 3580                     |                      | 17         | 31         | 158        |
| 2020                                                                            | 331 586              | 460 116   | 72.1           | 149        | 134           | 15            | 2225                     |                      | 17         | 30         | 153        |
| 2022                                                                            | 345 383              | 466 895   | 74.0           | 146        | 132           | 14            | 2365                     |                      | 16         | 21         | 153        |
| Fuente: Catholic-Hierarchy, que a su vez toma los datos del Anuario Pontificio. |                      |           |                |            |               |               |                          |                      |            |            |            |

## Episcopologio
- Justinas Staugaitis † (5 de abril de 1926-8 de julio de 1943 falleció)
  - Vincentas Borisevičius † (1943-21 de enero de 1944 nombrado obispo) (administrador apostólico)
- Vincentas Borisevičius † (21 de enero de 1944-18 de noviembre de 1946 o 3 de enero de 1947[nota 1] falleció)
  - Sede vacante (1947-1964)
  - Petras Maželis † (10 de noviembre de 1959-14 de febrero de 1964 nombrado obispo) (administrador apostólico)
- Petras Maželis † (14 de febrero de 1964-21 de mayo de 1966falleció)
  - Sede vacante (1966-1989)
  - Juozapas Pletkus † (8 de noviembre de 1967-29 de septiembre de 1975 falleció) (administrador apostólico)
  - Antanas Vaičius † (5 de julio de 1982-10 de marzo de 1989 nombrado obispo) (administrador apostólico)
- Antanas Vaičius † (10 de marzo de 1989-26 de mayo de 2001 retirado)
- Jonas Boruta, S.I. (5 de enero de 2002-18 de septiembre de 2017 renunció)
- Kęstutis Kėvalas (18 de septiembre de 2017 por sucesión-19 de febrero de 2020 nombrado arzobispo de Kaunas)
- Algirdas Jurevičius, desde el 1 de junio de 2020